# Madanpur
Madanpur är en ort i Indien.   Den ligger i distriktet Nadia och delstaten Västbengalen, i den östra delen av landet, 1 300 km sydost om huvudstaden New Delhi. Madanpur ligger 16 meter över havet och antalet invånare är 12 959.
Terrängen runt Madanpur är mycket platt. Runt Madanpur är det mycket tätbefolkat, med 1 135 invånare per kvadratkilometer. Närmaste större samhälle är Bhātpāra, 18,0 km sydväst om Madanpur. Trakten runt Madanpur består till största delen av jordbruksmark.